# Critolau
Critolau (grego : Κριτόλαος Kritolaos; C 200 - 118 a.C.) de Fasélis era um filósofo grego da escola peripatética. Ele foi um dos três filósofos enviados a Roma em 155 a.C. (os outros dois eram Carnéades e Diógenes da Babilônia), onde suas doutrinas fascinaram os cidadãos, mas assustaram os estadistas mais conservadores. Nenhum de seus escritos sobrevive. Ele estava interessado em retórica e ética, e considerava o prazer um mal. Ele manteve a doutrina aristotélica da eternidade do mundo e da raça humana em geral, dirigindo seus argumentos contra os estoicos.

## Vida
Ele nasceu em Fasélis, uma colônia grega em Lícia. Em c. 156 a.C., estudou filosofia em Atenas sob Aristo de Ceos, sucedendo-o no Liceu, e tornou-se um dos líderes da escola peripatética por sua eminência como orador, erudito e moralista. Houve uma discussão considerável sobre se ele era o sucessor imediato de Aristo, mas as evidências são confusas.
A grande reputação que Critolau desfrutou em Atenas, como filósofo, orador e estadista, induziu os atenienses a mandá-lo para Roma em 155 a.C., junto com Carnéades e Diógenes, o estoico, para obter uma remissão da multa de 500 talentos que os romanos haviam imposto a Atenas pela destruição de Oropo. Eles tiveram sucesso e a embaixada despertou o maior interesse em Roma. Não apenas os jovens romanos, mas os homens mais ilustres do estado, como Cipião Africano, Caio Lélio Sapiente, Lúcio Fúrio Filo, e outros, vieram ouvir seus discursos. A novidade de suas doutrinas pareceu aos romanos da velha escola estar tão cheia de perigos para a moral dos cidadãos que Catão, o Velho induziu o Senado a mandá-los embora de Roma o mais rápido possível. Gélio descreve seus argumentos como "elegantes e polidos" (latim : scita et teretia). Ele viveu mais de oitenta e dois anos, morreu em 118 a.C. Quando Lúcio Licínio Crasso chegou a Atenas em 111 a.C., ele encontrou o aluno de Critolau, Diodoro de Tiro na direção da escola Peripatética.

## Filosofia
Critolau parece ter prestado especial atenção à retórica , embora a considerasse, como Aristóteles, não como uma arte, mas como uma questão de prática. Cícero fala em termos elevados de sua eloquência. Próximo à retórica, Critolau parece ter dado sua principal atenção ao estudo da filosofia moral e ter feito algumas adições ao sistema de Aristóteles. Em geral, ele se desvia muito pouco da filosofia do fundador da escola peripatética, embora em alguns aspectos ele tenha ido além de seus antecessores. Por exemplo, ele sustentou que o prazer é um mal, e definitivamente sustentou que a alma consiste em éter. O fim da existência era para ele a perfeição geral da vida natural, incluindo os bens da alma e do corpo, e também os bens externos. Cícero diz nas Tusculanae Quaestiones que os bens da alma superam inteiramente para ele os outros bens (em latim: tantum propendere illam bonorum animi lancem).
Além disso, ele defendeu contra os estoicos a doutrina peripatética da eternidade do mundo e a indestrutibilidade da raça humana. Não há mudança observada na ordem natural das coisas; a humanidade se recria da mesma maneira, de acordo com a capacidade dada pela natureza, e os vários males a que é herdeiro, embora fatais para os indivíduos, não se beneficiam em modificar o todo. Assim como é absurdo supor que os seres humanos são apenas nascidos na Terra, a possibilidade de sua destruição final é inconcebível. O mundo, como manifestação da ordem eterna, deve ser imortal.[carece de fontes?]